# Atherinella nesiotes
Atherinella nesiotes е вид лъчеперка от семейство Atherinopsidae.

## Разпространение и местообитание
Видът е разпространен в Еквадор.
Среща се на дълбочина около 3 m.

## Описание
На дължина достигат до 10 cm.